# Saponcourt
Saponcourt é uma comuna francesa na região administrativa de Borgonha-Franco-Condado, no departamento de Alto Sona. Estende-se por uma área de 4,89 km². Em 2010 a comuna tinha 66 habitantes (densidade: 13,5 hab./km²).